# Eudorcas
Eudorcas is een geslacht van zoogdieren uit de  familie van de Bovidae (Holhoornigen). De wetenschappelijke naam van het geslacht werd in 1869 gepubliceerd door Leopold Fitzinger.

## Soorten
Er worden 5 soorten in dit geslacht geplaatst:
- Eudorcas albonotata
- Eudorcas rufifrons – Koringazelle
- Eudorcas rufina – Noord-Algerijnse gazelle
- Eudorcas thomsonii – Thomsongazelle
- Eudorcas tilonura